# Elettaria
Elettaria Maton è un genere di piante della famiglia Zingiberaceae.

## Tassonomia
Il genere comprende due specie:
- Elettaria cardamomum (L.) Maton - cardamomo
- Elettaria ensal (Gaertn.) Abeyw.